# Thomas et ses amis : Aventure sur le continent
 (octobre 2023).
Si vous disposez d'ouvrages ou d'articles de référence ou si vous connaissez des sites web de qualité traitant du thème abordé ici, merci de compléter l'article en donnant les références utiles à sa vérifiabilité et en les liant à la section « Notes et références ».
Série Thomas et ses amis
La Grande Course
(2016) À la découverte du monde !
(2018)
Pour plus de détails, voir Fiche technique et Distribution.
Thomas et ses amis : Aventure sur le continent (Thomas & Friends: Journey Beyond Sodor) est un film britannique réalisé par David Stoten, sorti en 2017. Il est issu de la franchise Thomas et ses amis.

## Synopsis
Thomas quitte l’île de Sodor pour la première fois pour se rendre sur le continent où il voit et connaît des choses qui dépassent ses rêves les plus fous. Lors de son voyage épique, Thomas rencontre des moteurs expérimentaux tels que Lexi, Theo et Merlin, qui ne ressemblent à aucun moteur qu’il ait vu auparavant. Après avoir repéré un endroit magique à l’horizon, Thomas s’engouffre et rencontre deux moteurs, Frankie et Hurricane, qui ne sont pas exactement ce qu’ils disent être et met bientôt Thomas à travailler. Quand James arrive à retrouver Thomas, il est pris au piège dans Steelworks. C’est à Thomas et à ses nouveaux amis de jouer pour sauver James et prouver que l’amitié gagne toujours !

## Fiche technique
- Titre : Thomas et ses amis : Aventure sur le continent
- Titre original : Thomas & Friends: Journey Beyond Sodor
- Réalisation : David Stoten
- Scénario : Andrew Brenner d'après la série télévisée Thomas et ses amis basée sur les livres de Wilbert Vere Awdry
- Musique : Chris Renshaw
Oliver Davis
- Production : Ian McCue, Tracy Baldgon
- Société de production : Jam Filled Toronto, Mattel Creations
- Société de distribution : Universal Pictures Home Entertainment
- Pays :  Royaume-Uni
- Genre : Animation, film musical, comédie et aventure
- Durée : 75 minutes
- Dates de sortie : 
  -  Royaume-Uni : 25 août 2017
  -  France : 7 novembre 2017[2]

## Distribution

### Britannique
- John Hasler : Thomas
- Keith Wickham : Edward, Henry, Gordon, The Fat Controller et Some Steelworks Workers
- Rob Rackstraw : James, Toby et Troublesome Trucks
- Nigel Pilkington : Percy et Trevor
- Teresa Gallagher : Emily, Annie et Clarabel
- Nicola Stapleton : Rosie
- Rasmus Hardiker : Philip
- John Schwab : Ulli et Other Mainland Diesel
- Steven Kynman : Knapford Station Worker et Steelworks Worker
- Darren Boyd : Theo
- Sophie Colquhoun : Frankie
- Jim Howick : Hurricane
- Hugh Bonneville : Merlin
- Colin McFarlane : Beresford
- Lucy Montgomery : Lexi et Troublesome Trucks
- Christopher Ragland (en) : Jem Cole, Some Orchard Workers et Troublesome Trucks
- Kerry Shale : Kevin et Troublesome Trucks
- William Hope : Two Troublesome Trucks et Farmer McColl
- David Bedella : Victor

### Américain
- Joseph May : Thomas
- William Hope : Edward, Toby, Two Troublesome Trucks et Farmer McColl
- Kerry Shale : Henry, Gordon, the Troublesome Trucks et Kevin
- Rob Rackstraw : James et Troublesome Trucks
- Christopher Ragland : Percy, Troublesome Trucks, Trevor, Jem Cole et Some Orchard Workers
- Jules de Jongh : Emily
- Nicola Stapleton : Rosie
- Rasmus Hardiker : Philip
- John Schwab : Ulli et Other Mainland Diesel
- Teresa Gallagher : Annie et Clarabel
- Keith Wickham : Sir Topham Hatt et Some Steelworks Workers
- Steven Kynman : Knapford Station Worker et Steelworks Worker
- Darren Boyd : Theo
- Sophie Colquhoun : Frankie
- Jim Howick : Hurricane
- Hugh Bonneville : Merlin
- Colin McFarlane : Beresford
- Lucy Montgomery : Lexi et Troublesome Trucks
- David Bedella : Victor